# Mendelejewo (Kaliningrad, Gurjewsk)
Mendelejewo (russisch Менделеево, deutsch Poggenpfuhl) ist ein Ort in der russischen Oblast Kaliningrad. Er gehört zur kommunalen Selbstverwaltungseinheit Stadtkreis Gurjewsk im Rajon Gurjewsk.

## Geographische Lage
Mendelejewo liegt 17 Kilometer nordöstlich der Stadt Kaliningrad (Königsberg) an einer Nebenstraße, die von Jaroslawskoje (Schönwalde) nach Antonowka führt (Kommunalstraße 27K-416). Innerorts endet die Kommunalstraße 27K-342 von der Regionalstraße 27A-024 (ex A190) bei Perwomaiskoje (Kuggen). Die nächste Bahnstation ist der Ostanowotschny punkt (O.p. = Haltepunkt) Bajewka (Kuikeim) (bis 1945 Kuggen genannt) an der Bahnstrecke Kaliningrad–Sowetsk (Königsberg–Tilsit).

## Geschichte
Das bis 1946 Poggenpfuhl genannte Dorf wurde am 30. April 1874 namensgebender Ort und Verwaltungssitz des neu errichteten Amtsbezirks Poggenpfuhl. Er gehörte bis 1939 zum Landkreis Königsberg (Preußen), von 1939 bis 1945 zum Landkreis Samland im Regierungsbezirk Königsberg der preußischen Provinz Ostpreußen. Zum Amtsbezirk gehörten die Dörfer Brasdorf (heute russisch: Antonowka), Kuggen-Waldhaus (Perwomaiskoje) und Poggenpfuhl selbst.
Am 1. Dezember 1910 waren in Poggenpfuhl 272 Einwohner registriert. Die Gemeinde vergrößerte sich am 15. November 1928 um den Nachbargutsbezirk Kuggen (Perwomaiskoje), der eingegliedert wurde. Die Zahl der Einwohner stieg bis 1933 auf 482 und betrug 1939 noch 462.
Im Jahre 1945 kam Poggenpfuhl aufgrund seiner Lage im nördlichen Ostpreußen zur Sowjetunion. Im Jahr 1947 erhielt der Ort die russische Bezeichnung Mendelejewo und wurde gleichzeitig dem Dorfsowjet Jaroslawski selski Sowet im Rajon Gurjewsk zugeordnet. Später gelangte der Ort in den Kosmodemjanski selski Sowet. Von 2008 bis 2013 gehörte Mendelejewo zur Landgemeinde Dobrinskoje selskoje posselenije und seither zum Stadtkreis Gurjewsk.

## Kirche
In Poggenpfuhl war bis 1945 die Mehrheit der Bevölkerung evangelischer Konfession. Das Dorf war damals in das Kirchspiel Schönwalde (heute russisch: Jaroslawskoje) eingepfarrt und gehörte zum Kirchenkreis Königsberg-Land II innerhalb der Kirchenprovinz Ostpreußen der Kirche der Altpreußischen Union. Heute liegt es im Einzugsbereich der evangelisch-lutherischen Auferstehungskirche in Kaliningrad (Königsberg), der Hauptkirche der Propstei Kaliningrad der Evangelisch-lutherischen Kirche Europäisches Russland.